# Merav Michaeli
Merav Michaeli (în ebraică:מירב מיכאלי, născută la 24 noiembrie 1966) este o politiciană, ziaristă, și activistă feministă israeliană, din ianuarie 2021 președinta Partidului Muncii din Israel, iar între iunie 2021 -decembrie 2022 a fost ministrul transporturilor al Israelului în cadrul guvernului Bennett-Lapid. A fost deputată în Knesset între anii 2012-2019 și iarăși din august 2019, din partea Partidului Muncii.   

## Biografie
Merav Michaeli s-a născut în 1966 în orașul Petah Tikva. Ea este nepoata avocatului Rudolf Israel Kasztner (Rezső Kasztner), originar din Cluj. Părinții ei sunt Ami Michaeli și Suzan Laila Michaeli Kasztner, care este fiica lui Kasztner. Bunicul din partea tatălui este Nehemia Michaeli, ultimul secretar al Partidului socialist Mapam. În copilărie Merav Michaeli a studiat baletul și pianul și a fost membră activă în Mișcarea cercetașilor. În cercurile cercetașilor a devenit conștientă pentru întâia dată de discrepanțele de statut social și economic.
După studii de liceu, a servit în armata israeliană, la stațiunea de radio a armatei, Galey Tzahal. A participat la fondarea canalului de radio Galgalatz (ținând de canalul de radio al armatei - Galey Tzahal) și a stației Radio Tel Aviv.
Înainte de a intra în politică, ea a fost ziaristă și a avut o rubrică proprie în ziarul Haaretz. 
În plus a ținut cursuri universitare și prelegeri pe teme de feminism, media și comunicații.
În octombrie 2012 a aderat la Partidul Muncii și la 29 noiembrie a fost aleasă pe locul cinci pe lista acestui partid, devenind membră a Knessetului în vremea când Partidul Muncii a obținut 15 mandate. 
În preajma alegerilor generale din 2015, Partidul Muncii s-a unit cu Partidul Hatnuá (Mișcarea) formând Uniunea Sionistă care a obținut la alegeri 24 locuri în Knesset. Michaeli care a ocupat locul al 9 -lea pe lista Uniunii Sioniste a fost unul din cei 24 deputați ai acesteia. La scurt timp înainte de sfârșitul legislaturii Uniunea Sionistă s-a dizolvat, iar Partidul Muncii și Mișcarea s-au separat unul de celălalt.
La alegerile din martie 2019 Michaeli s-a prezentat ca a șaptea pe lista Partidului Muncii, dar nu au fost aleși în Knesset decât șase dintre candidați, iar Michaeli și-a pierdut mandatul de deputat. Ea, însă, a revenit curând în parlament în august 2020 în locul lui Stav Shafir, care a demisionat din Knesset.
În aprilie 2019 Michaeli s-a opus alăturării Partidului Muncii sub conducerea lui Amir Peretz și a lui Yossi Shmuli la guvernul de uniune națională format de Binyamin Netanyahu în acord cu Beni Gantz. Peretz și Shmuli au acceptat portofolii ministeriale în acest guvern extrem de lărgit.
Dupa ce Knessetul s-a dizolvat din nou și a decis lansarea de noi alegeri, în ianuarie 2021 Michaeli a fost aleasă președintă a Partidului Muncii. Ea și-a propus să refacă partidul, devenit foarte mic, și să-l retragă imediat din coaliția de tranziție cu Netanyahu. Amir Peretz, devenit ministru al economiei și candidat la președinția statului, a demisionat din partid  și din parlament. Sub conducerea lui Michaeli partidul Muncii a obținut 7 mandate în Knesset și in iunie 2021 s-a alăturat coaliției largi guvernamentale de sub conducerea lui Naftali Bennett și Yair Lapid. In acest guvern Michaeli a primit portofoliul transporturilor.
La alegerile din noiembrie 2022 Partidul Muncii sub conducerea ai a obținut numai 4 mandate. Michaeli s-a opus unui acord pre-electoral cu partidul de stânga Meretz, care ulterior nu a reușit să treacă baremul necesar pentru a intra în Knesset. În urma căderii cabinetului de coaliție Lapid-Gantz, din care a făcut parte, de la 29 decembrie 2022 Michaeli și ceilalți trei deputați ai Partidului Muncii au trecut pe băncile opoziției.

## Opinii
Merav Michaeli, ca și mama ei, a apărat memoria bunicului ei, Rezső Kasztner, care, în opinia lor, a fost denigrat pe nedrept și ca negociator cu naziștii din partea forumurilor evreiești, a salvat mii de evrei în Ungaria hortistă sub ocupație germană.
Ca feministă a luat apărarea femeilor victime ale discriminărilor și ale violenței fizice și sexuale, a exprimat critici aspre la adresa instituției căsătoriei și familiei așa cum este cunoscută în zilele noastre. Uneori a făcut pe acest fond, declarații provocative, de pildă cu privire la nevoia de a înceta recrutarea fetelor în armată. În contextul Israelului, unde șef rabinatul și instituțiile clericale au monopolul ceremoniilor de căsătorie, divorț și înmormântare, Michaeli a sprijinit propunerile de introducere a căsătoriei civile.

## Viața privată
Merav Michaeli a fost în trecut partenera de viață a prezentatorului de televiziune Erez Tal, iar, în prezent, de peste un deceniu, partenerul ei de viață este Lior Schleien, autor și prezentator de programe satirice de televiziune.
Locuiește la Tel Aviv, nu departe de Schleien. Nu are copii. În mai multe interviuri Michaeli s-a declarat „a-parentală”.
Michaeli are două surori:Michal Michaeli, una din fondatoarele fondului de capital de risc EVA Ventures care investește în proiecte feminine, și avocata Keren Michaeli.